# 冯沁苑
冯沁苑（1997年8月28日—），网名「买辣椒也用券」，中国大陆流行音乐女歌手，甜孩乐队、黑蕉乐队的主唱。因改编翻唱日本歌曲《吃醋》的中文版本《起风了》而备受关注。

## 生平

### 早年生活
冯沁苑出生于浙江省舟山市，小学就读于沈家门小学，中学先后就读于定海二中、舟山中学。她从小爱好唱歌，在高中时期担任班级文娱委员，也曾做过学生主持人。其间，她在读高一时参加了“舟山中学校园十佳歌手比赛”，凭借一首《想你的夜》获得最终的第二名。

### 演艺事业
2016年初，正在北京师范大学-香港浸会大学联合国际学院读大一的冯沁苑应节目组之邀，参加《中国新歌声》第一季海选。试唱歌曲期间，她首次接触了专业的音乐培训。之后，她顺利通过海选，也登台参加盲选环节。但因过于紧张而导致发挥欠佳，没有导师为她冲下来；节目播出时，她的演唱片段也遭到删减。
2017年2月2日，冯沁苑在网易云音乐发表个人单曲《起风了》。这首歌曲的原版《吃醋》（日语：ヤキモチ）为日本电视剧《深夜食堂3》主题曲，由日本男歌手高桥优演唱；大一时期，她和好友米果在一次偶然的机会选中这首歌并进行改编，米果负责填中文词，她负责演唱。歌曲在发表一段时间后，获得了上亿播放量以及40多万评论量，冯沁苑的知名度也因此得到提升。
2018年8月底，冯沁苑带上她在大学期间组建的黑蕉乐队以及在《中国新歌声》舞台上认识的好友裘德，赴舟山朱家尖参加“东海音乐节”，并献唱成名曲《起风了》。12月3日，发表个人单曲《起风了》的新版本。该版本是她在获得版权方授权之后，受版权方邀请，赴日本录音室完成录制，并且配有歌曲MV。
2019年5月9日，随甜孩乐队在UIC校园内举办毕业专场演出。

## 争议
由于混淆填词翻唱和翻唱的性质，冯沁苑有部分填词翻唱作品在未获授权的情况下公开发表，从而引发版权问题。2018年5月5日，冯沁苑通过微博发表声明，决定下架所有填词翻唱作品，并开始争取版权；在经纪公司的协助之下，她的成名曲《起风了》于同年8月31日获得了版权方的授权。

## 作品

### 音乐作品
| 发行时间 | 名称                   | 语言 | 備註                                    |
| -------- | ---------------------- | ---- | --------------------------------------- |
| 2016年   | 《糟糕情书》           | 国语 | 原曲为PCHY演唱的《Pieng ter: เพียงเธอ》  |
| 2016年   | 《Skinny Love》        | 国语 |                                         |
| 2016年   | 《再见吧 喵小姐》      | 国语 |                                         |
| 2016年   | 《不是诗》             | 国语 | 原曲为鬼束ちひろ演唱的《月光》          |
| 2016年   | 《1903》               | 国语 |                                         |
| 2016年   | 《青春》               | 国语 | 原曲为clear演唱的《Little Traveler》    |
| 2016年   | 《雪天的酒馆》         | 国语 | 原曲为张悬演唱的《艳火》                |
| 2016年   | 《联觉症》             | 国语 | 原曲为陈粒演唱的《虚拟》                |
| 2016年   | 《深秋的黎明》         | 国语 |                                         |
| 2016年   | 《参商》               | 国语 |                                         |
| 2016年   | 《Pillowtalk》         | 英语 |                                         |
| 2016年   | 《【框圈】同路人》     | 国语 | 原曲为杨千嬅演唱的《飞女正传》          |
| 2017年   | 《心动》               | 国语 | 原曲为백현演唱的《두근거려(Beautiful)》 |
| 2017年   | 《起风了》             | 国语 | 原曲为高桥优的歌曲《ヤキモチ》          |
| 2017年   | 《Good Bye Good Luck》 | 国语 |                                         |
| 2017年   | 《孔雀》               | 国语 |                                         |
| 2017年   | 《第三人称》           | 国语 |                                         |
| 2017年   | 《栅栏间隙偷窥你》     | 国语 |                                         |
| 2018年   | 《If This Dream》      | 英语 |                                         |
| 2018年   | 《Little Star》        | 国语 | 原曲为스탠딩 에그演唱的《Little Star》  |
| 2018年   | 《慢性分离》           | 国语 | 原曲为임창정演唱的《나란놈이란》        |
| 2018年   | 《You don't》          | 英语 |                                         |
| 2018年   | 《恋曲2016》           | 国语 |                                         |
| 2018年   | 《旧岛看月亮》         | 国语 |                                         |

### 电视节目
| 年份   | 頻道/平台 | 節目名稱                | 備註                 |
| ------ | --------- | ----------------------- | -------------------- |
| 2016年 | 浙江卫视  | 《中国新歌声 (第一季)》 | 未在播出的版本中出现 |

## 影响
冯沁苑演唱的中文版《起风了》在网络上走红之后，林俊杰、吴青峰、周深等歌手也相继翻唱了这首歌曲。其中，吴青峰的翻唱版本亦是电视剧《加油，你是最棒的》的主题曲。